# Garlitos
Garlitos est une commune d’Espagne, dans la province de Badajoz, communauté autonome d'Estrémadure.

## Histoire
En 1236, Ferdinand III de Castille donne les châteaux de Capilla, Almorchón, Garlitos et Siruela aux Templiers.

## Sources
- (es) Francisco J. Durán Castellano, « Los Templarios en la Baja Extremadura », Revista de estudios extremeños, vol. 56,‎ 2000, p. 99-146 (lire en ligne)